# Texas Davis Mountains AVA
Texas Davis Mountains AVA (anerkannt seit dem  11. März 1998) ist ein Weinbaugebiet im US-Bundesstaat Texas. Das Gebiet befindet sich in der westlich des Pecos River gelegenen Region Trans-Pecos.  Das Anbaugebiet liegt in den  Davis Mountains und ist von der Chihuahua-Wüste umgeben. Nur durch die Höhenlage (zwischen 1.370 m und 2.530 m ü NN) sowie die höheren Niederschlagsmengen in den Bergen ist Weinbau möglich. Der Verwitterungsboden besteht  überwiegend aus Granit, Porphyr und vulkanischem Gestein.
Aktuell füllt lediglich der Weinbaubetrieb Pleasant Hill Winery Weine unter der Bezeichnung Texas Davis Mountains ab.